# Cleansing
Cleansing е четвъртият албум на американската хевиметъл банда Prong. Заради миксирането и работата по парчетата, китарите звучат монотонно. Като цяло тавата е пример за ранен алтърнатив метъл. Песните имат леко индъстриъл звучене, което повишава напрежението. Продукцията е преиздадена през 2008 година.

## Списък на песните
- „Another Worldly Device“ – 3:23
- „Whose Fist Is This Anyway?“ – 4:42
- „Snap Your Fingers, Snap Your Neck“ – 4:11
- „Cut-Rate“ – 4:52
- „Broken Peace“ – 6:11
- „One Outnumbered“ – 4:58
- „Out of This Misery“ – 4:25
- „No Question“ – 4:17
- „Not of This Earth“ – 6:25
- „Home Rule“ – 3:57
- „Sublime“ – 3:53
- „Test“ – 6:40

## Музиканти
- Томи Виктор – вокал, китари
- Пол Рейвън – бас
- Тед Парсънс – барабани
- Джон Бехдел – синтезатор